# 慧聰網
慧聰網有限公司，簡稱慧聰網（英語：HC INTERNATIONAL, INC.，港交所：2280），前身為「慧聰國際資訊有限公司」，於1992年由郭凡生（董事長，也是郭江（首席執行官）叔父）創立名為「北京市慧聪公关信息咨询公司」。
現時業務在中國內地經營信息服务业，以及B2B电子商务服务，總部位於北京海淀区大钟寺东路9号京仪科技大厦B座2层。
股份則在2003年12月17日於香港交易所創業板上市，當時代碼為8292.HK。招股價為1.23港元，發行新股為1億股，而集資額為1.23港元。2014年9月25日轉在主板上市。
神州數碼是慧聰網最大的單一股東，持股佔比率23.7%。
2015年12月18日，慧聰網以170,807,500港元收購ZhongFu Holdings Limited（主要資產包括杭州賽典信息科技有限公司）。
2015年7月1日，慧聪网收购中关村在线，包括中关村在线、中关村商城、万维家电网三个网站。同时根据公告显示，对赌要求收购后三年内，中关村在线的利润分别达到1亿元、1.3亿元和1.7亿元，年收入增长30%。
2016年1月15日，慧聪网以人民幣99,000,000元，收购上海钢银22,000,000股。进一步在B2B领域扩张。。
2017年4月25日，神州數碼以12.27億元港元，向慧聰網，出售重慶小額貸款60%權益，慧聰網則向神州數碼配售1.752億股新股支付，擴大後之已發行股本約14.94%，重慶小額貸款由神州數碼及慧聰網分別持有60%及40%權益的合資公司。神州數碼持有慧聰網已發行股數16.64%。
2018年3月1日，慧聰網有限公司更改為慧聰集團有限公司,HC International, Inc.更改為HC Group Inc.。

## 連結
- hc360.com （页面存档备份，存于）
- HCGroup.com （页面存档备份，存于）